# Фасцинус

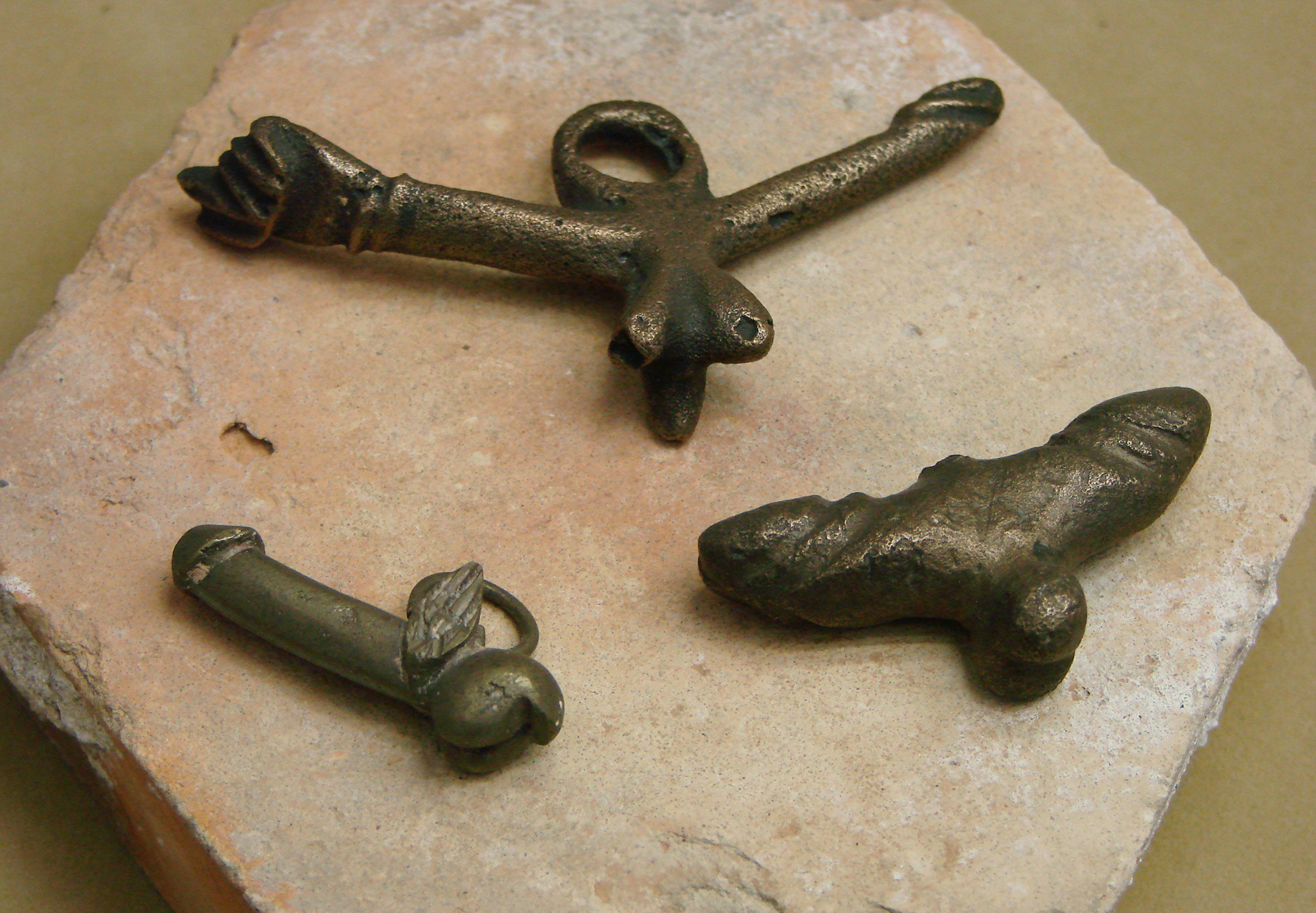
Амулеты-фасцинии. Галло-романский период, музей Сен-Реми, Реймс.

Фасцинус, Фасцин (лат. Fascinus) — древнеримское фаллическое божество, идентичное с Мутунусом (лат. Mutunus) и Тутунусом (лат. Tutunus).
Фасцин почитался как защитник от сглаза (греч. ὀφθαλμὸς βάσκανος — дурного глаза), колдовства и злых демонов. Покровительством Фасцина пользовались, в первую очередь, дети. В Риме поклонение Фасцину входило в число официальных культов, обряды поклонения выполнялись весталками.
Фасцин изображался в виде фаллоса, зачастую крылатого, его символом были фасцинии (лат. fascinum) — амулеты в форме фаллоса либо барельефы. Амулеты-фасцинии в виде подвесок были чрезвычайно распространены в римском мире, Плиний Старший в «Естественной истории» также упоминает, что фасциний крепился к колесницам триумфаторов, вступающих в Рим, чтобы уберечь их от сглаза вследствие зависти (лат. medicus invidiae).

## Фотогалерея

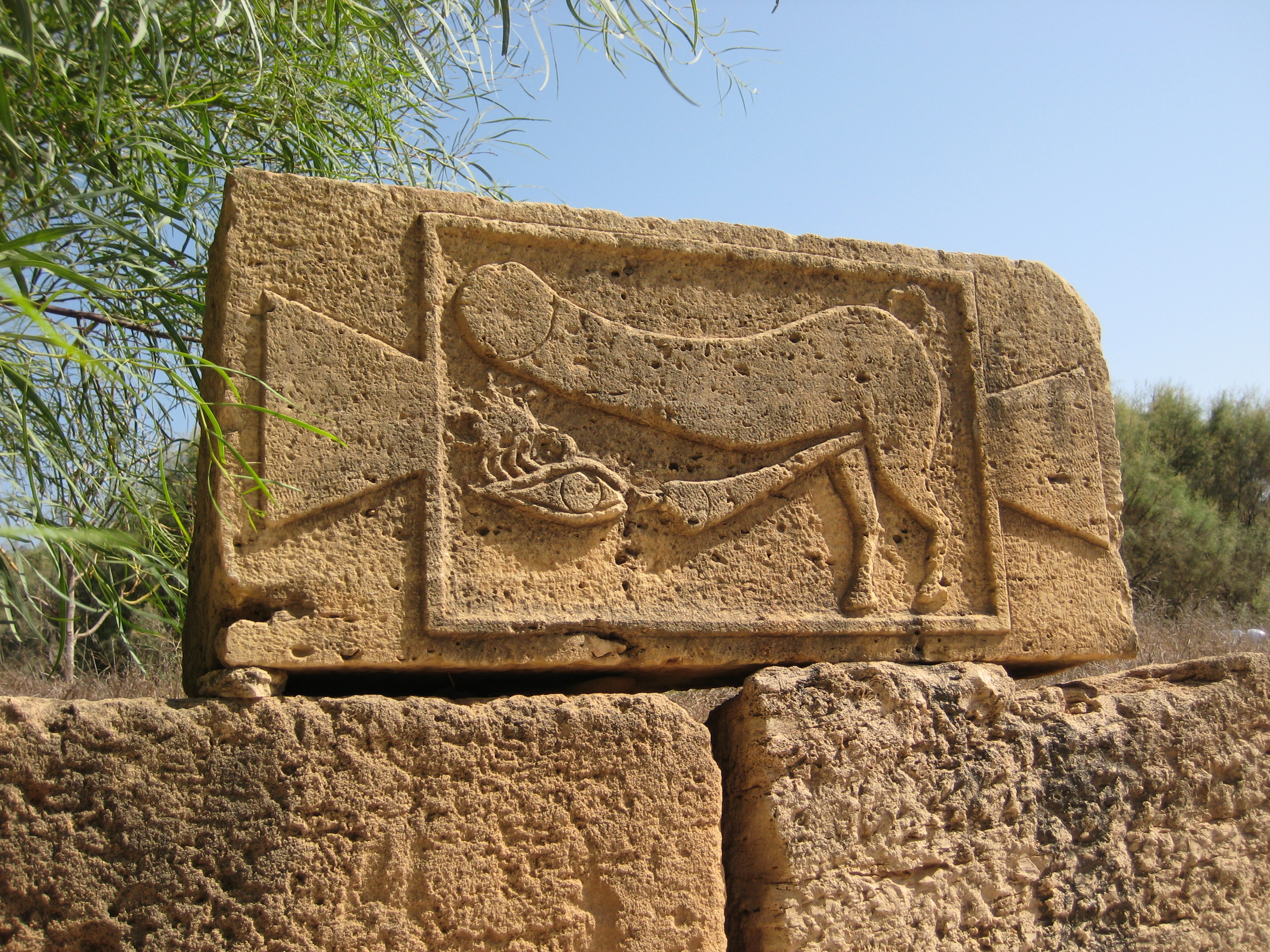
Барельеф-фасциний на одной из улиц Лептис Магна, II век н. э., защищающий от сглаза (Ливия).
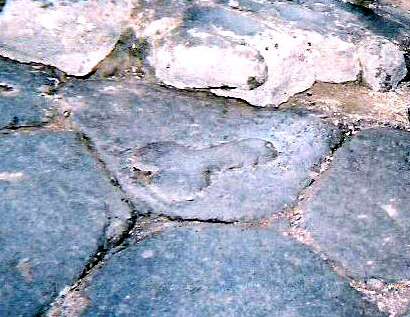
Тротуар в Помпеях(Италия).
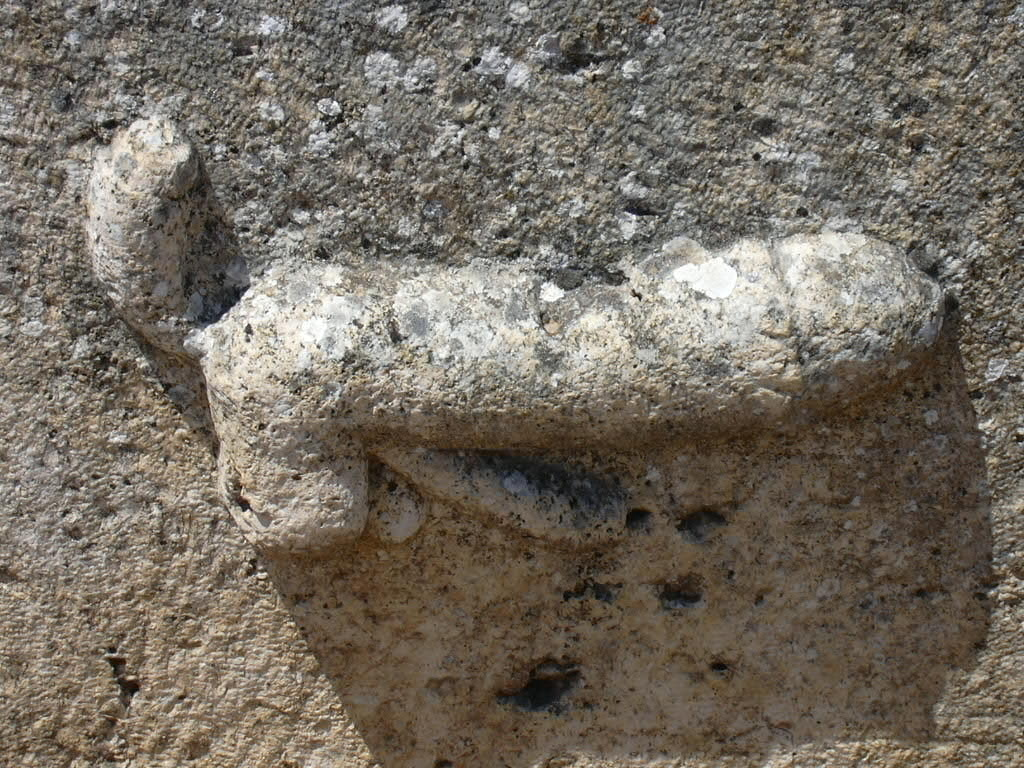
Барельеф из Колонии Клуния Сульпиция под Бургосом (Испания).
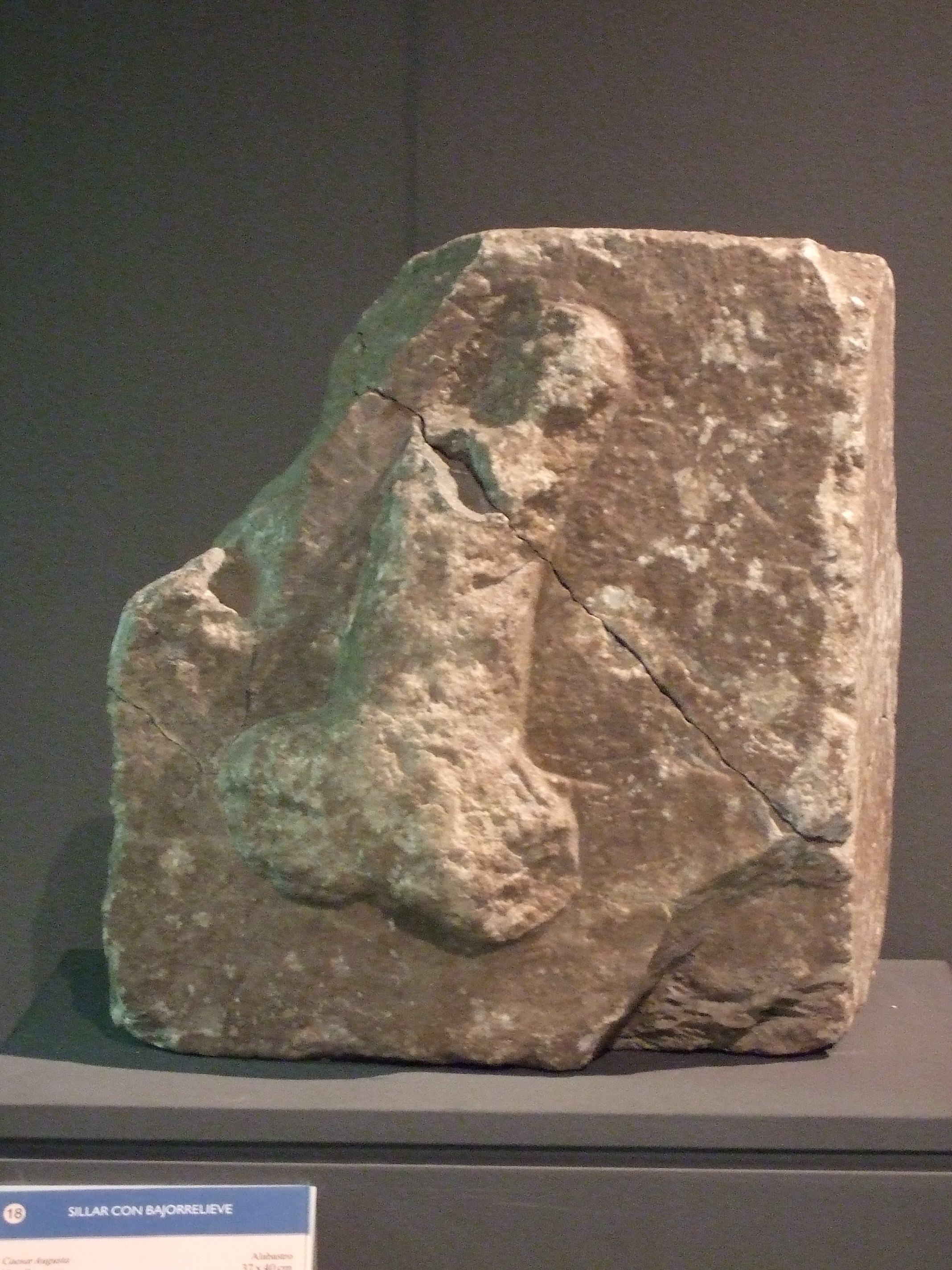
Каменная крепостная стена в Сарагосе (Испания).
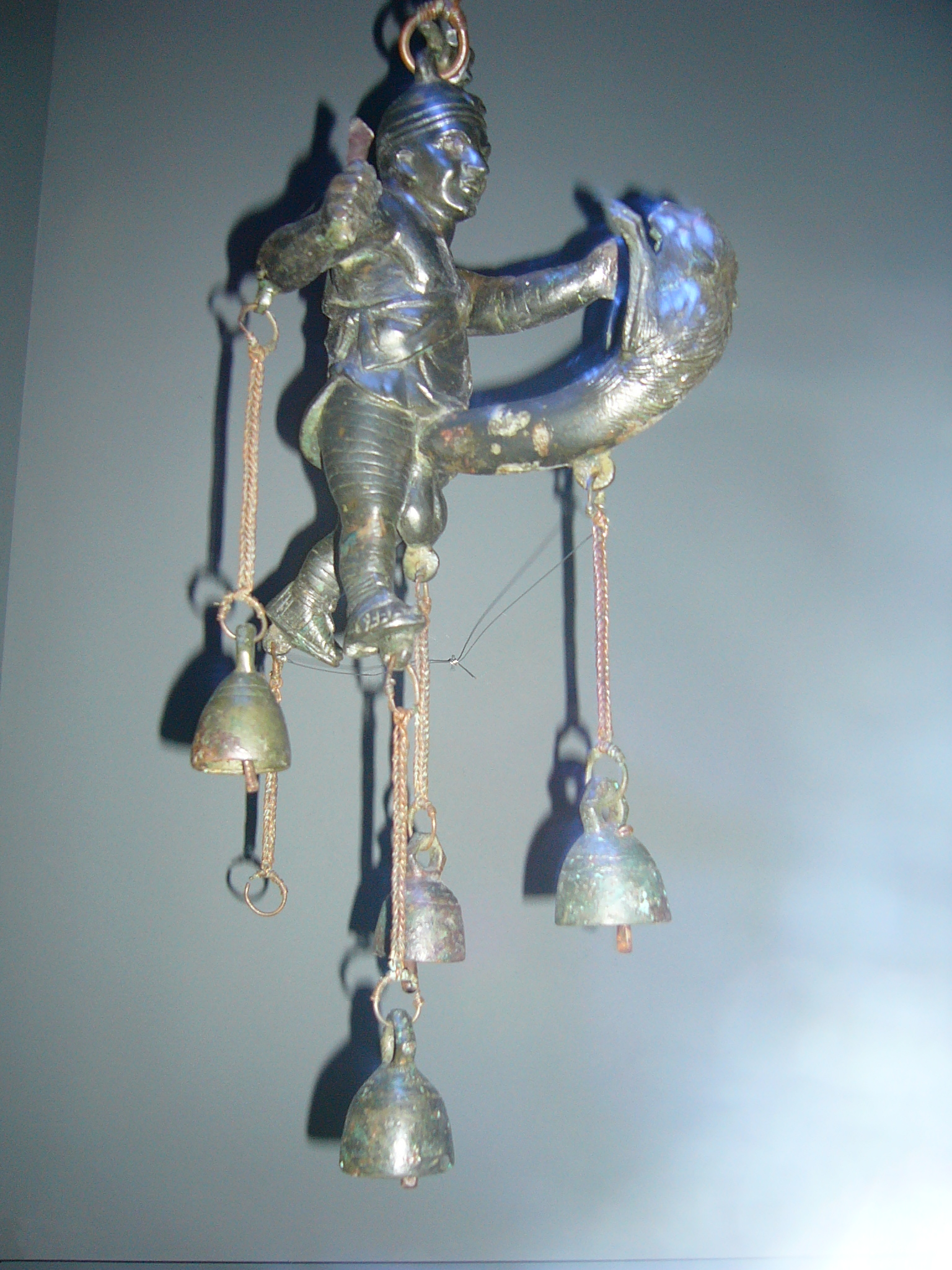
Тинтиннабулум около I века до н. э. Такие обереги носили на поясе, на пальцах, в ушах, подвешивали к потолку, к лампам, к треножникам, над входом в дом в качестве защиты от дурного глаза, зависти, вреда, неудачи. Найден в Геркулануме (Италия).
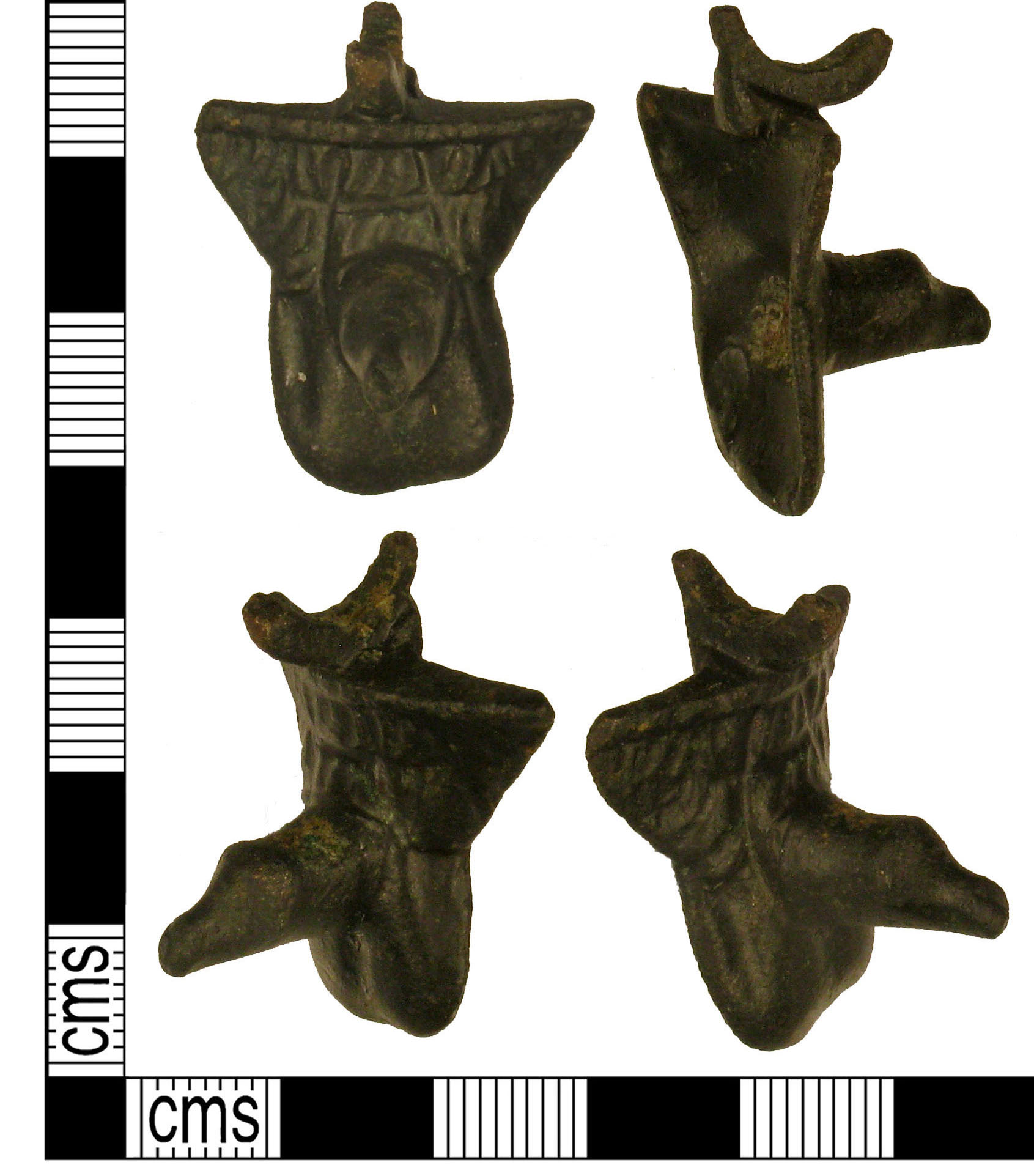
Фаллическая подвеска из Кента (Великобритания).
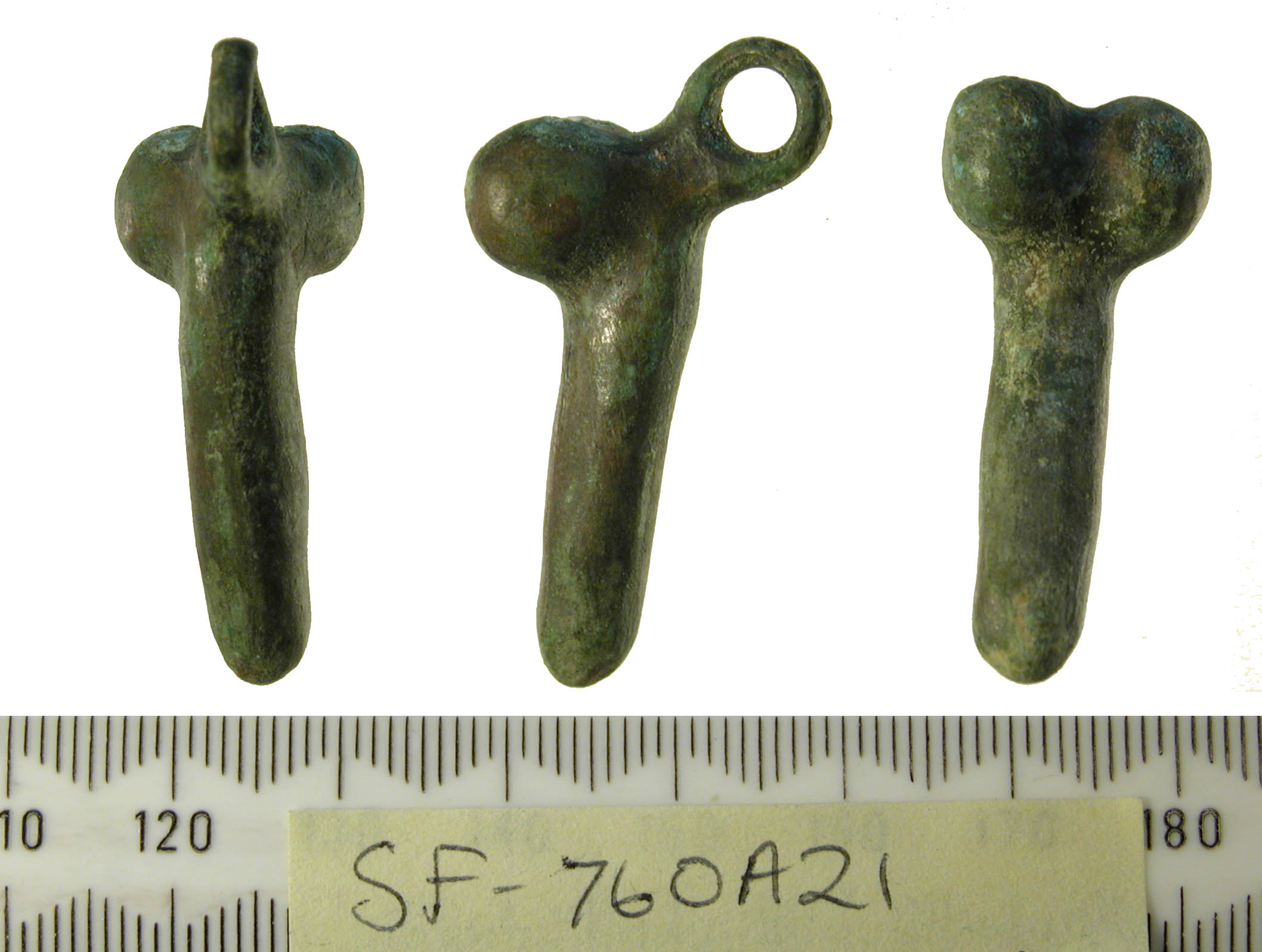
Фаллическая подвеска из Саффолка (Великобритания).
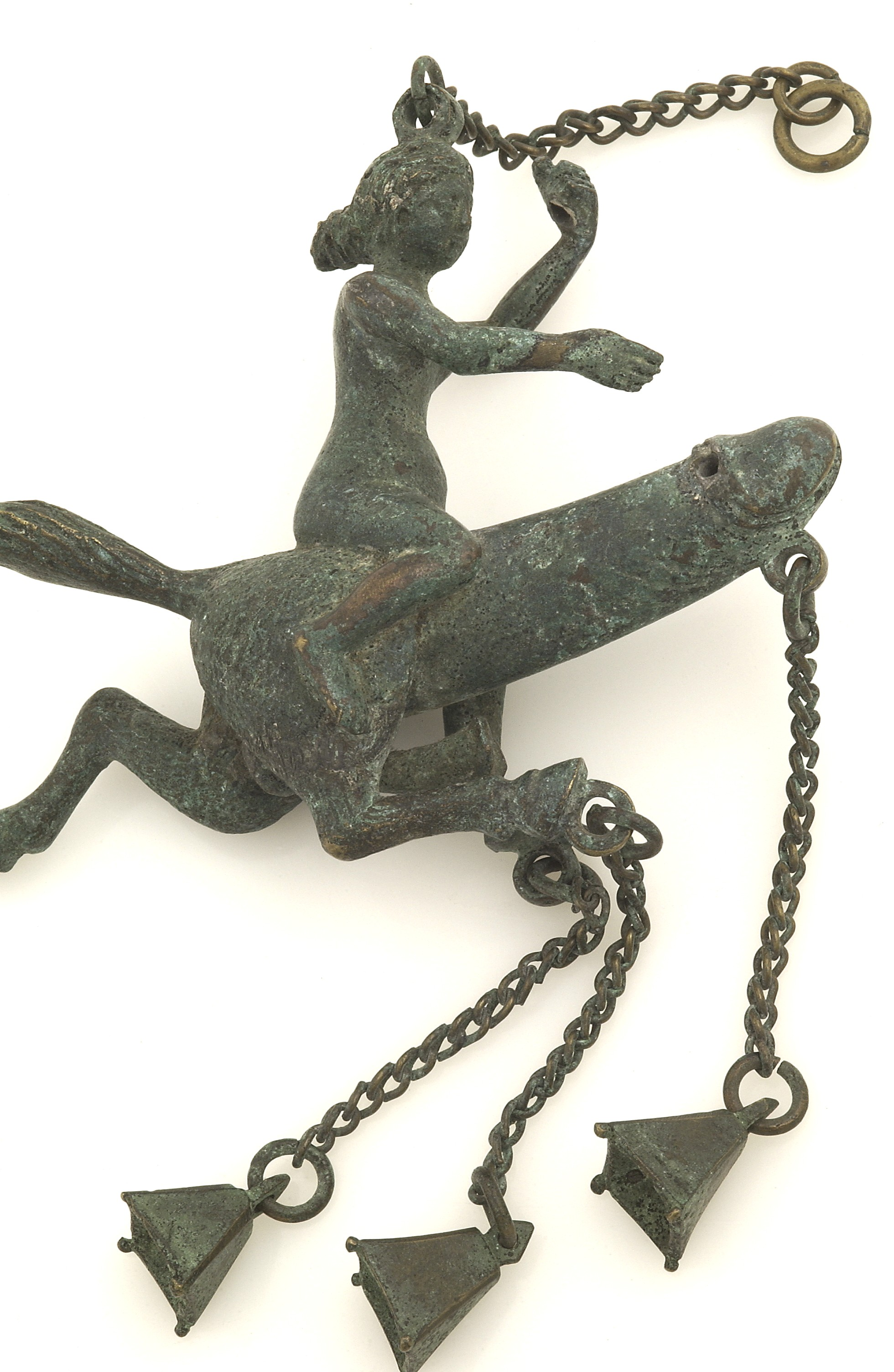
Бронзовая фаллическая подвеска.